# Shaftesbury F.C.
Câu lạc bộ bóng đá Shaftesbury Town là một câu lạc bộ bóng đá đến từ Shaftesbury, Dorset, Anh. Câu lạc bộ trực thuộc Dorset County Football Association và là câu lạc bộ Tiêu chuẩn do FA điều hành. Đội hiện là thành viên của Wessex League Premier Division.

## Lịch sử
Câu lạc bộ được thành lập vào năm 1888 và đến mùa giải 1905-06 là nhà vô địch của Dorset Junior League. Câu lạc bộ đã trở thành thành viên của Dorset Senior League khi bắt đầu mùa giải 1931-32 và một mùa giải sau đó là nhà vô địch của giải đấu.
Sau Thế chiến thứ hai, câu lạc bộ đã chơi ở Cúp FA lần đầu tiên, lọt vào vòng Tiền Sơ loại trước khi bị Alton Town loại. Câu lạc bộ trở thành một trong những thành viên sáng lập của Dorset Football Combination League vào đầu mùa giải 1957-58. Bốn mùa giải sau, câu lạc bộ lần đầu tiên lọt vào trận chung kết Dorset Senior Cup, nhưng để thua  Dorchester Town. Câu lạc bộ tiếp tục thi đấu Combination cho đến khi kết thúc mùa giải 1961-62, khi lại rơi xuống các giải đấu Dorset.
Mùa giải 1976-77 chứng kiến câu lạc bộ trở lại giải đấu Dorset Combination. Câu lạc bộ tiếp tục vô địch Combination trong mùa giải 1988-89. Đội lặp lại thành công danh hiệu một lần nữa trong mùa giải 1996-97.
Khi Wessex Football League mở rộng để bắt đầu mùa giải 2004-05, câu lạc bộ chuyển đến Division Two mới được thành lập. Mùa giải tiếp theo, câu lạc bộ lần đầu tiên lọt vào FA Vase, nơi họ bị Westbury United loại ở Vòng loại thứ nhất. Câu lạc bộ ở lại giải đấu Wessex thêm một mùa giải, khi họ xếp cuối bảng và bị xuống hạng ở Dorset Premier Football League. Mùa giải 2013-14, Shaftesbury Town tiếp tục thi đấu tại Dorset Premier League challenge, bắt đầu vào ngày 10 tháng 8 trước Wareham Rangers.

## Sân vận động
Shaftesbury thi đấu trên sân nhà Cockrams, Coppice Street, Shaftesbury, SP7 8PF. Nhưng, khi hội đồng từ chối cho phép lập kế hoạch, câu lạc bộ đã kêu gọi nhà tài trợ và siêu thị địa phương, Tesco. Tesco đã xây dựng cho câu lạc bộ một sân chơi mới và một khán đài có mái che khổng lồ, ước tính có sức chứa khoảng 200 - 300 người.
Câu lạc bộ đã chơi tại Cockrams kể từ khi chuyển đến đó vào năm 1974. Sân vận động thuộc về hội đồng Shaftesbury địa phương, người cho câu lạc bộ thuê mặt bằng.

## Danh hiệu

### Danh hiệu Giải đấu
- Dorset Football Combination League :[4]
  - Vô địch (2): 1988-89, 1996-97
- Dorset Senior League :[3]
  - Vô địch (1): 1932-33
- Dorset Junior League :[3]
  - Vô địch (2): 1905-06, 1962-63

### Danh hiệu Cúp
- Dorset Senior Cup:[3]
  - Á quân (1): 1960-61
- Dorset Football Combination League Challenge Cup :[4]
  - Vô địch (2): 1988-89, 1994-95
  - Á quân (1): 1987-88
- Dorset Junior League Cup :[3]
  - Vô địch (3): 1899-00, 1905-06, 1975-76
  - Á quân (1): 1896-97
- Dorset Junior Cup :[3]
  - Vô địch (1): 1907-08

## Kỉ lục
- Vị trí cao nhất trong giải đấu:[4] thứ 9 tại Wessex League Division One 2006-07
- Thành tích tốt nhất tại Cúp FA:[4] Vòng loại thứ nhất 1951-52, 1952-53, 1953-54
- Thành tích tốt nhất tại FA Vase:[4] Vòng một 2008-09

## Cựu cầu thủ
1. Những cầu thủ đã chơi / quản lý trong giải bóng đá hoặc bất kỳ giải đấu nước ngoài nào tương đương với cấp độ này (tức là giải đấu chuyên nghiệp hoàn toàn).
2. Cầu thủ khoác áo quốc tế.

- Steven Thompson

## Cựu huấn luyện viên
1. Người quản lý/Huấn luyện viên đã chơi/quản lý trong giải bóng đá hoặc bất kỳ nước ngoài nào tương đương với cấp độ này (tức là giải đấu chuyên nghiệp hoàn toàn).
2. Quản lý/Huấn luyện viên từng khoác áo quốc tế.

- Stuart Housley
- Ken Wookey